# محمدعلی آلابورا
محمدعلی آلابورا (ترکی استانبولی: Memet Ali Alabora؛ زادهٔ ۲۵ نوامبر ۱۹۷۷) هنرپیشه اهل ترکیه است.
از فیلم‌ها یا برنامه‌های تلویزیونی که وی در آن نقش داشته‌است می‌توان به بازگشت به خانه اشاره کرد.